# Tinosu (gmina)
Tinosu – gmina w Rumunii, w okręgu Prahova. Obejmuje miejscowości Pisculești, Predești i Tinosu. W 2011 roku liczyła 2443 mieszkańców.